# Desi Arnaz
Desi Arnaz, pseudonimo di Desiderio Alberto Arnaz y de Acha III (Santiago di Cuba, 2 marzo 1917 – Del Mar, 2 dicembre 1986), è stato un attore, comico, musicista e produttore discografico cubano naturalizzato statunitense.
Attivo anche in televisione, ha avuto notorietà internazionale come bandleader del gruppo musicale di musica latina Desi Arnaz Orchestra, celebre per i ritmi cubani di conga.
Padre degli attori Desi Arnaz Jr. e Lucie Arnaz, è ricordato anche per aver ricoperto il ruolo di Ricky Ricardo nella serie televisiva USA Lucy ed io, interpretato accanto a Lucille Ball, che a quel tempo era sua moglie.
In televisione fu guest star anche nella serie CBS degli anni settanta Alice.

## Biografia
Figlio di Desiderio Alberto Arnaz (1894–1973, militare e uomo politico) e della moglie Dolores de Acha (1896–1988, figlia di uno dei tre fondatori del rum Bacardi, secondo quanto da lui stesso raccontato nel 1976 nella sua autobiografia A Book), Arnaz crebbe in una famiglia agiata di possidenti (erano padroni di tre ranch, un elegante palazzo residenziale, e di un'isola privata a Santiago Bay, Cuba).
Il colpo di Stato del 1933 guidato da Fulgencio Batista che condusse alla definitiva estromissione di Gerardo Machado, portò all'arresto e alla detenzione per sei mesi di Alberto Arnaz. Tutte le proprietà della famiglia furono confiscate e Arnaz venne rilasciato grazie all'intervento di funzionari statunitensi che lo ritenevano neutrale rispetto al nuovo regime. La famiglia Arnaz si trasferì così a Miami.
Morì di cancro ai polmoni all'età di 69 anni il 2 dicembre 1986.

## Riconoscimenti
Arnaz ottenne una nomination nel 1956 al Golden Globe per la miglior trasmissione televisiva per la trasmissione The American Comedy. Una nomination la ebbe anche ai Premi Emmy 1952 per la serie comica Lucy ed io.
Due stelle lo ricordano sulla Hollywood Walk of Fame: una al 6327 di Hollywood Boulevard, per il contributo dato al cinema, ed una al 6220 sempre di Hollywood Boulevard, per quello fornito in ambito televisivo.
A divulgare la sua memoria e quella della moglie Lucille Ball è il Lucille Ball-Desi Arnaz Center museum di Jamestown (New York) (città natale dell'attrice) e il Desi Arnaz Bandshell interno al Lucille Ball Memorial Park di Celoron (New York) (dove la stessa Ball trascorse l'infanzia).

## Filmografia parziale

### Cinema
- Too Many Girls, regia di George Abbott (1940)
- Papà prende moglie (Father Takes a Wife), regia di Jack Hively (1941)
- Four Jacks and a Jill, regia di Jack Hively (1942)
- La marina è vittoriosa (The Navy Comes Through), regia di A. Edward Sutherland (1942)
- Bataan, regia di Tay Garnett (1943)
- Cuban Pete, regia di Jean Yarbrough (1946)
- Jitterumba, regia di Will Cowan - cortometraggio (1947)
- Holiday in Havana, regia di Jean Yarbrough (1949)
- 12 metri d'amore (The Long, Long Trailer), regia di Vincente Minnelli (1954)
- Il suo angelo custode (Forever, Darling), regia di Alexander Hall (1956)
- 60 minuti per Danny Masters (The Escape Artist), regia di Caleb Deschanel (1982)

### Televisione
- Lucy ed io (I Love Lucy) – serie TV, 180 episodi (1951-1957)
- Westinghouse Desilu Playhouse – serie TV, episodi 2x04-2x10-2x12 (1959-1960)
- Il virginiano (The Virginian) – serie TV, episodio 9x02 (1970)
- Alice – serie TV, episodio 2x17 (1978)

## Doppiatori italiani
- Stefano Sibaldi in Bataan, 12 metri d'amore, Il suo angelo custode
- Mauro Mantegazza in The Lucy-Desi Comedy Hour (doppiaggio tardivo 2017)

## Spettacoli teatrali
- Too Many Girls (Broadway, 18 ottobre 1939)